# Wechselausstellung
Eine Wechselausstellung ist im Gegensatz zu einer Dauerausstellung oder einer Sonderausstellung eine Ausstellung, bei der Objekte aus dem Fundus eines Museums oder einer Galerie lediglich für einen begrenzten Zeitraum dem Publikum zur Ansicht gestellt werden. 
Während bei einer Dauerausstellung die Exponate dauerhaft dem Besucher grundsätzlich immer zur Schau gestellt werden und bei einer Sonderausstellung Leihgaben aus anderen Museen zeitlich befristet gezeigt werden, werden in einer Wechselausstellung in der Regel Werke der eigenen Sammlung – meist unter einem bestimmten Thema ausgerichtet und zusammengestellt – dem Zuschauer gezeigt. Gelegentlich sind jedoch die Abgrenzungen nicht genau definiert und daher zu der Terminologie Sonderausstellung manchmal eher fließend. 